# Mistrzostwa Ameryki we Wspinaczce Sportowej 2012
Mistrzostwa Ameryki we Wspinaczce Sportowej 2012 – edycja mistrzostw Ameryki we wspinaczce sportowej, która odbyła się w dniach od 7 listopada do 10 listopada 2012 w wenezuelskim mieście San Juan de Los Morros. 

## Uczestnicy, konkurencje
Zawodnicy i zawodniczki podczas zawodów wspinaczkowych w 2012 roku rywalizowali łącznie w 6 konkurencjach. Każdy zawodnik miał prawo startować w każdej konkurencji o ile do niej został zgłoszony i zaakceptowany przez IFCS i organizatora zawodów. 
| Lp.   |           | ↓ Uczestnicy – konkurencje → |    | bouldering | prowadzenie | na czas |
| ----- | --------- | ---------------------------- | -- | ---------- | ----------- | ------- |
| 1.    | Mężczyźni | 22                           | 19 | 16         |             |         |
| 2.    | Kobiety   | 11                           | 10 | 10         |             |         |
| Razem | Razem     | Razem                        | 33 | 29         | 26          |         |

## Medaliści
| Konkurencje  | Złoto                               | Srebro                                | Brąz                        |
| ------------ | ----------------------------------- | ------------------------------------- | --------------------------- |
| Mężczyźni    |                                     |                                       |                             |
| bouldering   | Wenezuela · Manuel Escobar          | Kanada · Sean McColl                  | Meksyk · Mauricio Huerta    |
| prowadzenie  | Kanada · Sean McColl                | Wenezuela · Reinaldo Camacho          | Wenezuela · Manuel Escobar  |
| wsp. na czas | Wenezuela · Manuel Escobar          | Wenezuela · Leonel de Las Salas       | Wenezuela · Josmar Nieves   |
| Kobiety      |                                     |                                       |                             |
| bouldering   | Stany Zjednoczone · Sasha DiGiulian | Stany Zjednoczone · Francesca Metcalf | Wenezuela · Francis Guillen |
| prowadzenie  | Stany Zjednoczone · Sasha DiGiulian | Wenezuela · Francis Rodriguez         | Wenezuela · Francis Guillen |
| wsp. na czas | Wenezuela · Lucelia Blanco          | Wenezuela · Francis Guillen           | Wenezuela · Katy Goatache   |

## Klasyfikacja medalowa
* Gospodarz zawodów został zaznaczony tym kolorem.
|                   |                   |                   |   |   |    |    |   |   |   |   |   |   |
| 1                 | Wenezuela *       | 3                 | 4 | 5 | 12 | 2  | 2 | 2 | 1 | 2 | 3 |   |
| 2                 | Stany Zjednoczone | 2                 | 1 | 0 | 3  | 0  | 0 | 0 | 2 | 1 | 0 |   |
| 3                 | Kanada            | 1                 | 1 | 0 | 2  | 1  | 1 | 0 | 0 | 0 | 0 |   |
| 4                 | Meksyk            | 0                 | 0 | 1 | 1  | 0  | 0 | 1 | 0 | 0 | 0 |   |
| Ogółem (4 państw) | Ogółem (4 państw) | Ogółem (4 państw) | 6 | 6 | 6  | 18 | 3 | 3 | 3 | 3 | 3 | 3 |